# Humberto Luiz
Humberto Luiz (Mossoró, 25 de outubro de 1979) é cantor, compositor, pianista, multi-instrumentista, arranjador e produtor musical brasileiro.
A Improvisação é uma importante característica da sua performance musical.
Sua música destaca-se pela mistura dos ritmos brasileiros (samba, forró, baião, maracatu, frevo e  com o jazz e a música erudita.
Influenciado principalmente por Luiz Gonzaga, Johann Sebastian Bach, Bernardo Sassetti, Antonio Vivaldi, Keith Jarrett e Heitor Villa Lobos.   
A sua composição é principalmente voltada para o Piano. Mas, Humberto Luiz também escreve partituras para Coro, banda e diferentes formações e instrumentistas.
Violão, voz, Flauta transversal, Baixo elétrico, Pandeiro, Sampler e Sintetizador são instrumentos que também toca em suas gravações e concertos. 
Tocou ao lado de grandes músicas como Gilson Peranzzetta, Arthur Maia, Carlos Martins, Nelson Faria, Eduardo Taufic, Carlos Barretto, Alexandre Frazão, Leo Gandelman, Kiko Freitas e Ney Conceição.

## Discografia
- 2010 Brazuka Jazz [6] à vontade [7] - CD/DVD
- 2012 Brasileiro para ouvir e tocar [4] - CD/Livro de Partituras
- 2012 Ao vivo em Lisboa [8] - Virtual CD promocional
- 2014 Humberto Luiz Trio [9] - DVD

## Produções, Participações e Colaborações
- 2011 Onde Tudo Começou (Paulo Dantas)[10] - CD
- 2013 Amor de Fulô [11] - CD
- 2013 O Som Que Vem (Manoca Barreto)[12] - CD
- 2014 Camboar (Genildo Costa)[13] - CD